# 采列的芭芭拉
采列的芭芭拉（德語：Barbara von Cilli，1392年—1451年7月11日），神聖羅馬皇后，1433年至1437年在位。

## 传记
1405年，芭芭拉與匈牙利國王西吉斯蒙德結婚，兩人的獨女伊莉莎白於1409年出生。

### 与阿尔布雷希特二世的冲突
1437年12月9日她的丈夫在茲諾伊莫病故前，她的女婿哈布斯堡的阿尔布雷希特与他的宰相卡斯帕尔·施利克很快指控她图谋反对西吉斯蒙德，并很快因此将她转移到布拉迪斯拉发城堡的监狱。她被迫放弃嫁妆在内的大量财产。